# Христов, Винчо
Винчо Христов Шаталов (болг. Винчо Христов Шаталов), он же Страхил (24 февраля 1918 — 29 октября 1943) — болгарский партизан Второй мировой войны, боец народной боевой дружины «Чавдар» в составе Народно-освободительной повстанческой армии.

## Биография
Родился 24 февраля 1918 года в селе Брестово (нынешняя Ловечская область Болгарии). Родом из бедной крестьянской прогрессивной семьи. В 1932 году закончил школу в родном селе, после чего отправился учиться ремеслам в Ловеч. Под влиянием прогрессивной молодёжи вступил в Рабочий молодёжный союз. Срочную службу проходил в гвардейских частях, после чего вернулся в родное село, где установил связь с деятелями Болгарской рабочей партии (коммунистов). Под влиянием Мишо Цонева в 1940 году Шаталов вступил в БРП(к). Участник Соболевской акции и подпольных собраний.
После того, как поэт и публицист Христо Кырпачев ушёл в подполье, Христов стал его сторонником. В доме Винчо под руководством Кырпачева был выпущен первый тираж партизанской газеты «Истина», в 1941—1942 годах Христов занимался сбором продовольствия, припасов и всего необходимого для партизанского антифашистского движения. 12 июля 1942 года во время перевозки припасов в село Прелом Христов был разоблачён и арестован, однако сумел сбежать. Вскоре он стал партизаном в народной боевой дружине «Чавдар», где был известен под псевдонимом «Страхил». Командовал ротой.
В мае 1943 года группа партизан, среди которых был и «Страхил», была раскрыта и окружена. В завязавшемся бою Шаталов попал в плен и был приговорён к смертной казни. Повешен 29 октября 1943 года в Ловечской тюрьме.